# 深圳大学东京学院
深圳大学东京学院是深圳大学在日本东京设立的教学学院，创办于2023年。由深圳大学和日本SPRIX公司合作举办，为深圳大学在中国境外设立的首个办学机构。学校以日本及其他境外公民为招生对象，开展本科层次的学历教育。
学校于2023年4月11日正式开课，4月20日举行新生入学仪式。